# Anna-Carin Ahlquist
Anna-Carin Ahlquist, född 5 juni 1972, är en svensk handikappidrottare / paraidrottare som tävlar inom bordtennis. På grund av den neurologiska sjukdomen MS sitter Ahlquist i rullstol. Hon tävlar inom grenarna singel samt lag. Ahlquist tog Sveriges första guld i Paralympiska sommarspelen 2012. Detta var även hennes första medalj i Paralympics. Hon vann även ett silver i lag tillsammans med Ingela Lundbäck under Paralympics i London 2012. I Rio 2016 vann Ahlquist ett brons i singel damer klass 3. 
Anna-Carin var rankad etta i världen i Damer Klass 3 från 1 oktober 2012 fram till 1 oktober 2018.
2013 mottog Anna-Carin Ahlquist Göteborgs Stads Förtjänsttecken och Göteborgs Postens Stora Sportpris. Hon var 2013 nominerad till Svenska Dagbladets Bragdguld, Jerringpriset och Årets Kvinnliga Idrottare på Idrottsgalan för sina prestationer i London 2012.
2014 mottog Anna-Carin Ahlquist Internationella Bordtennisförbundets utmärkelse ITTF Para Female Star Award i Dubai.
Ahlquist spelar nationellt i division 3 herrar för klubben IFK Österåkers BTK. Hon är klassad 3:a enligt handikappsystemet och spelar singel i Klass 3 men spelar oftast lag i klass 4-5 tillsammans med Ingela Lundbäck.